# Ganymedes oaklandi
Ganymedes oaklandi is een soort in de taxonomische indeling van de Myzozoa, een stam van microscopische parasitaire dieren. Het organisme komt uit het geslacht Ganymedes en behoort tot de familie Ganymedidae. Ganymedes oaklandi werd in 1968 ontdekt door Jones.